# 蒂莫·贝克尔
蒂莫·贝克尔（Timo Becker，1997年3月25日—）是德國的一位足球運動員。在場上司職後衛。他現在效力于德乙球隊霍爾斯坦基爾。他于2019年11月29日完成了个人的职业比赛首秀。